# 巴塞特 (愛荷華州)
巴塞特（英語：Bassett）是美国艾奥瓦州奇克索縣下轄的一个城市。2010年人口统计为66人。